# 観潮
観潮（かんちょう）とは、海上または海岸において潮の流れるさま、満ち引き（潮汐）、渦潮等の特徴的な海面の動きを観賞することである。
俳句では春の季語となっている。これは、日本の近海においては旧暦の3月3日前後が年間で最も潮の満ち引きの差が大きくなり、観潮の対象となる現象が大きく現れることによる。
沖合で見られる渦潮や急な潮流の観賞には専用の観潮船（観光船）が利用されることがある。

## 主な観潮の名所

### 日本国内
- 鳴門海峡（鳴門の渦潮）
- 来島海峡
- 針尾瀬戸

### 日本国外
- 銭塘江